# Neomerinthe rufescens
Neomerinthe rufescens és una espècie de peix pertanyent a la família dels escorpènids.

## Descripció
- Fa 10 cm de llargària màxima.[5][6]

## Hàbitat
És un peix marí, demersal i de clima subtropical que viu entre 108-302 m de fondària.

## Distribució geogràfica
Es troba al Pacífic oriental central: les illes Hawaii.

## Costums
És bentònic.

## Observacions
És inofensiu per als humans.